# Ghosts of Rwanda
Ghosts of Rwanda è un documentario del 2004 diretto da Greg Barker e prodotto per il programma Frontline della rete statunitense PBS. Realizzato nel decimo anniversario del genocidio ruandese, il film tenta di ricostruire, attraverso interviste a figure chiave coinvolte nella crisi umanitaria del Ruanda quali Kofi Annan, Paul Kagame, Madeleine Albright o il generale Roméo Dallaire, gli eventi che nella prima metà del 1994 sfociarono nello sterminio della minoranza Tutsi del paese.

## Trama
Il generale Roméo Dallaire, comandante della missione UNAMIR delle Nazioni Unite in Ruanda, visibilmente coinvolto dalla memoria della propria esperienza, tenta di ricostruire e spiegare in un'intervista il proprio ruolo di capo del contingente multinazionale di peacekeeping dispiegato in Ruanda nel 1993-1994 e le crescenti difficoltà con cui, al crescere delle tensioni interetniche fra Hutu e Tutsi nella primavera del 1994, si trovò a dover gestire una situazione di estrema difficoltà.
Alte interviste, con Kofi Annan, all'epoca responsabile delle operazioni di peacekeeping dell'ONU, e con diversi funzionari della medesima organizzazione, tentano di dare una spiegazione all'estrema lentezza e indecisione con la catena decisionale e i vertici delle Nazioni Unite reagirono all'accrescersi di segnali preoccupanti relativi alla situazione del Ruanda e all'indicazione, fornita da fonti attendibili, di un massiccio accumulo di armi da parte delle forze estremiste dello schieramento Hutu.
Gli eventi che seguirono l'abbattimento dell'aereo presidenziale di Juvénal Habyarimana il 6 aprile 1994, con l'improvviso esplodere delle violenze nella capitale Kigali e il loro dilgare nel resto del paese, sono narrati attraverso i racconti di svariati testimoni: lo stesso Dallaire e altri ufficiali del contingente ONU, operatori di organizzazioni non governative rimasti a Kigali, quali Carl Wilkens, Philippe Gaillard, responsabile della Croce Rossa in Ruanda durante l'esplodere del genocidio, o con il personale dell'ambasciata americana a Kigali. In un breve colloquio con Paul Kagame, all'epoca leader del Rwandan Patrioctic Front, organizzazione paramilitare vicina alla minoranza Tutsi, si tenta di analizzare la posizione e le motivazioni che spinsero la guerriglia Tutsi a rifiutare la proposta di un cessate il fuoco e a proseguire le proprie operazioni militari sino alla presa di Kigali il 4 luglio 1994.
Una lunga intervista con Madeleine Albright, ambasciatrice degli Stati Uniti all'ONU nel 1994, oltre a filmati d'archivio, mostrano in maniera lampante le carenze decisionali del governo statunitense, delle Nazioni Unite e in generale della comunità internazionale dinanzi all'aggravarsi della situazione e la sostanziale assenza di una volontà di intervento per arrestare quello che, sin dalle prime informazioni pervenute già nell'aprile del 1994, si era manifestato come un conflitto segnato da atti di genocidio.
Una sezione del documentario, narrata dal giornalista britannico Fergal Keane, è dedicata alla storia di Valentina, giovane ragazza Tutsi ferita durante le violenze e sopravvissuta al genocidio, la quale presenta la propria testimonianza nel documentario. Fergal Keane descrive anche la visita, condotta durante la sua attività di giornalista al seguito delle forze del RPF nel maggio 1994, al sito di Nyarubuye dove, fra il 16 e il 17 aprile 1994 approssimativamente 1.550 civili Tutsi furono massacrati da estremisti Hutu. Il racconto di Kenae è accompagnato dai filmati girati durante il sopralluogo.
Il documentario è concluso simbolicamente da filmati d'archivio relativi a visite di riparazione compiute da Kofi Annan, Bill Clinton e Madeleine Albright sui luoghi del genocidio.

## Accoglienza
Frutto di una coproduzione statunitense e britannica per il programma Frontline, Ghosts of Rwanda venne trasmesso dall'emittente pubblica statunitense PBS il 1º aprile 2004. Il documentario presenta una lucida analisi del sostanziale fallimento della comunità internazionale, soprattutto degli organi decisionali delle Nazioni Unite, del governo statunitense e di quello francese e belga, nell'intervenire tempestivamente ed efficacemente per arrestare le violenze commesse in Ruanda nella primavera del 1994. L'analisi offerta da Ghosts of Rwanda è tuttavia fortemente concentrata a presentare ragioni e dinamiche della mancata risposta occidentale al genocidio, con l'effetto di sospingere in secondo piano sia l'impatto e il significato che il genocidio ha avuto sulla società del Ruanda e sulle sue vittime, sia un adeguato inquadramento storico degli eventi. Estromesse dall'esposizione sono così sia un esame delle origini del genocidio e delle sue cause profonde, sia delle sue conseguenze e del faticoso processo di riconciliazione intrapreso dal Ruanda a partire dalla seconda metà degli anni Novanta.